# Wolliges Reitgras
Das Wollige Reitgras (Calamagrostis villosa) ist eine Pflanzenart aus der Gattung der Reitgräser (Calamagrostis) innerhalb der Familie der Süßgräser (Poaceae).

## Beschreibung

### Vegetative Merkmale
Das Wollige Reitgras ist eine ausdauernde krautige Pflanze und erreicht Wuchshöhen von 60 bis 150 Zentimetern. Es wächst in Rasen und bildet unterirdische Ausläufer. Die Halme wachsen aufrecht oder gekniet-aufsteigend, sind unverzweigt und tragen 3 bis 5 Knoten.  Es besitzt Haare am Übergang von Blattspreite zu Blattscheide. Die Blattscheiden sind kahl, gerieft und glatt oder rau. Die Ligula ist ein 2 bis 4 Millimeter langer häutiger Saum und am oberen Ende meist zerrissen.
Die Blätter sind dunkelgrün und schlaff, rau, bis 40 Zentimeter lang und 3 bis 8 Millimeter breit. Die Blattspreiten sind auf der Oberseite matt, auf den Nerven rau und dicht mit 0,5 bis 1 Millimeter langen abstehenden Haaren besetzt. Sie sind unterseits grün und glänzend.

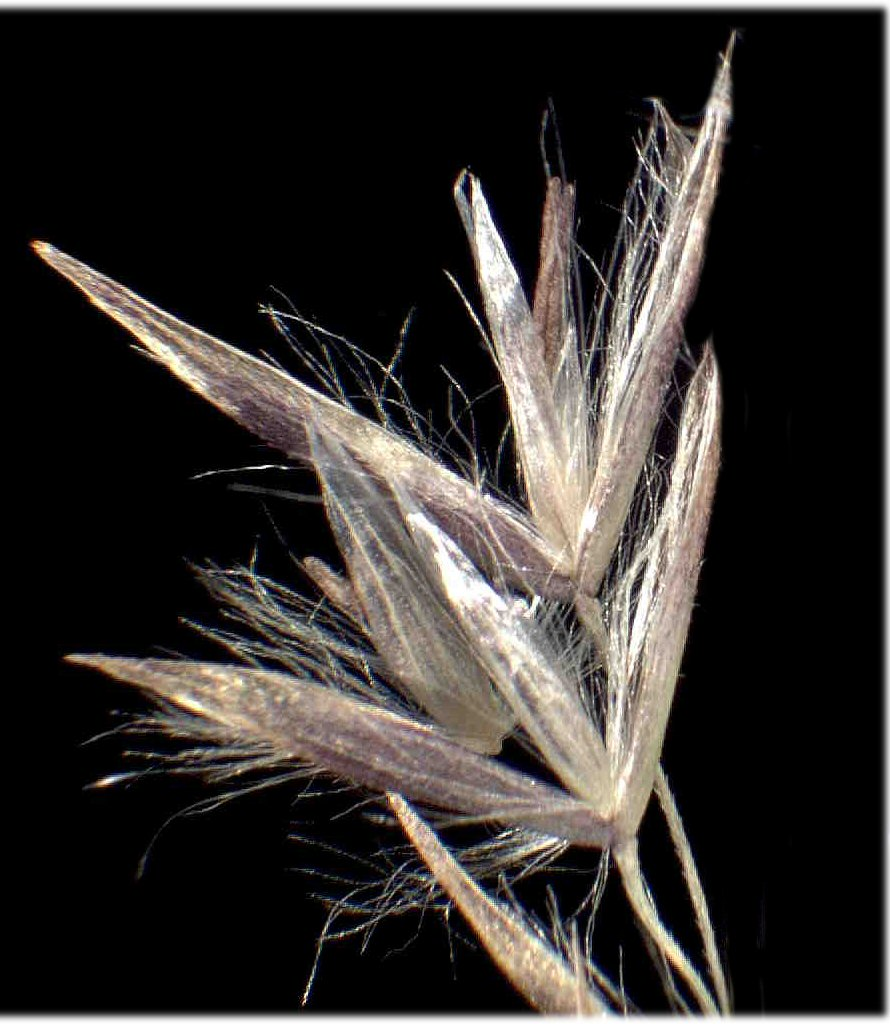
Blühende Ährchen

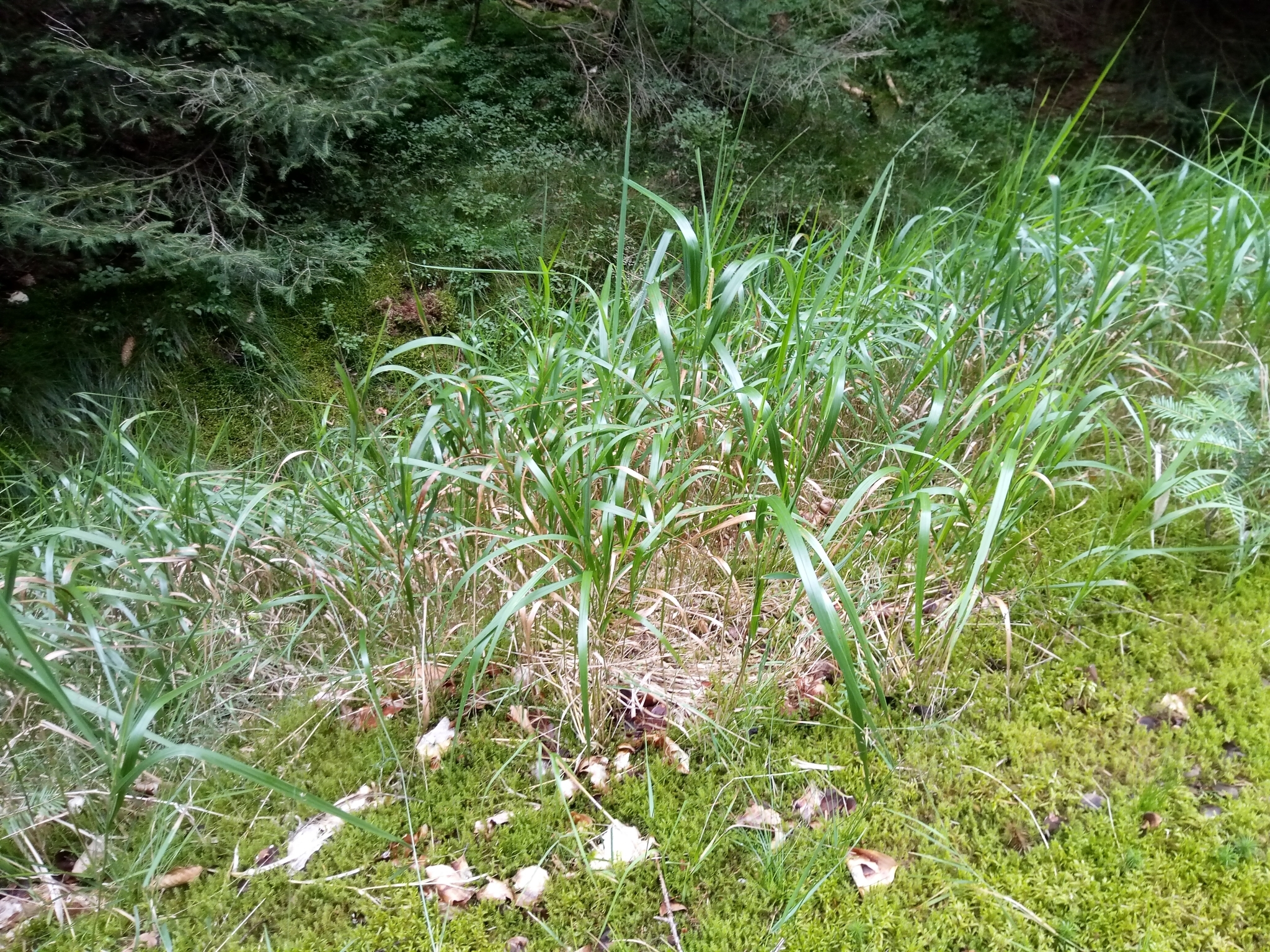
Bestand des Wolligen Reitgrases

### Generative Merkmale
Die Blütezeit ist August bis September.
Der rispige Blütenstand ist reich verzweigt, 6 bis 20 Zentimeter lang und 1 bis 5 Zentimeter breit, nickend und mit dünnen, etwas abstehenden Ästen. Die Seitenäste gehen in Büscheln zu etwa 3 bis 9 von der glatten Hauptachse ab. Die Ährchen sind einblütig, meist violett und 3,8 bis 6 Millimeter lang. Die Hüllspelzen sind gleich lang, breit gewölbt, allmählich und fein zugespitzt. Die Haare am Grund der Deckspelze sind etwa so lang wie diese. Die Granne ist in der Mitte der Deckspelze eingefügt. Die Deckspelze ist 2,8 bis 3 Millimeter lang. Die Granne ist 0,5 bis 2 Millimeter lang. Die Vorspelze ist zweinervig und 1,8 bis 2 Millimeter lang. Die Staubbeutel sind 1,5 bis 2 Millimeter lang.
Die Chromosomenzahl beträgt 2n = 28 oder 56.

## Vorkommen
Das Verbreitungsgebiet des Wolligen Reitgrases reicht von Frankreich bis zur Ukraine. Es sind Vorkommen bekannt von Frankreich, Deutschland, Italien, der Schweiz, Österreich, Tschechien, Polen, Estland, der Slowakei, der Ukraine, von Rumänien, Bulgarien, Kroatien und Slowenien.
Das Wollige Reitgras ist auf kalkfreien, feuchten oder nassen Standorten wie Erlenbrüchen oder Niedermooren zu finden. In der Forstlichen Standortsaufnahme (1996) ist Calamagrostis villosa als Zeigerpflanze für frische bis sehr frische Standorte, sowie für Rohhumus aufgeführt (ökologische Artengruppe III 1). Es gedeiht in der Schweiz in Gesellschaften der Hochgrasflur des Gebirges (Calamagrostion) und des Heidelbeer-Fichtenwaldes (Vaccinio-Piceion). Es kommt in den Alpen von 800 bis 2500 Meter Meereshöhe vor und erreicht in Graubünden im Val Nuna 2550 Meter.
Die ökologischen Zeigerwerte nach Landolt & al. 2010 sind in der Schweiz: Feuchtezahl F = 3+ (feucht), Lichtzahl L = 3 (halbschattig), Reaktionszahl R = 2 (sauer), Temperaturzahl T = 2 (subalpin), Nährstoffzahl N = 2 (nährstoffarm), Kontinentalitätszahl K = 3 (subozeanisch bis subkontinental).

## Ökologie
Durch ihr dichtes Wurzelgeflecht, das keinen anderen Aufwuchs aufkommen lässt, gilt das Wollige Reitgras als Forstunkraut. Kahlschläge, die mit dieser Art bewachsen sind, lassen sich schwer wieder bewalden. Die Art breitete sich in Tschechien stark aus in Wäldern, die durch Schädigung von Immissionen absterben.

## Taxonomie
Die Erstveröffentlichung erfolgte 1786 unter dem Namen (Basionym) Agrostis villosa Dominique Chaix (1730–1799) in Dominique Villars: Histoire des Plantes de Dauphiné: Contenant une Préface Historique, un Dictionnaire des Termes de Botanique, les Classes, les Familles, les Genres, & les Herborisations des Environs de Grenoble, de la Grande Chartreuse, de Briançon, de Gap & de Montelimar. Paris, Band 1, S. 378. Die Neukombination zu Calamagrostis villosa (Chaix) J.F.Gmel. erfolgte 1791 durch Johann Friedrich Gmelin in Caroli a Linné ... Systema Naturae ex editione duodecima in epitomen redactum et praelectionibus academicis accommodatum a Iohanne Beckmanno / Carl von Linne.; C. Beckmann, ed. Edition: Editio decima tertia, ad editionem duodecimam reformatam Holmiensem. Vindobonae (= 13. Auflage) S. 172.
Synonyme für Calamagrostis villosa (Chaix) J.F.Gmel. sind: Calamagrostis villarsii Mutel nom. superfl., Arundo alpina Honck., Arundo calamagrostis Haller f. nom. illeg., Calamagrostis alpina Host, Arundo halleriana Gaudin, Calamagrostis halleriana (Gaudin) P.Beauv., Agrostis spuria Roem. & Schult., Agrostis pilosa var. aristata Gaudin, Calamagrostis nutans Saut. ex Rchb., Calamagrostis pulchella Saut. ex Rchb., Arundo alpina Vill. ex Kunth, Calamagrostis villosa Mutel nom. illeg., Calamagrostis villosa St.-Lag. nom. illeg., Calamagrostis latifolia var. densiflora Blytt, Calamagrostis pseudophragmites var. densiflora (Blytt) Blytt, Calamagrostis densiflora Müll.Berol., Calamagrostis glaucescens Müll.Berol., Deyeuxia halleriana (Gaudin) Vasey, Calamagrostis villosa var. brachytricha Torges, Calamagrostis villosa var. hypathera Torges, Calamagrostis villosa var. mutica Torges, Calamagrostis villosa var. extrema (Beck) Asch. & Graebn., Calamagrostis villosa var. nutans (Saut. ex Rchb.) Asch. & Graebn., Calamagrostis villosa var. pulchella (Saut. ex Rchb.) Asch. & Graebn., Calamagrostis villosa var. krupae Zapal., Calamagrostis villosa var. pseudolanceolata Domin, Calamagrostis villosa var. glabrata (Celak.) Podp., Calamagrostis villosa var. pallescens (Celak.) Podp., Calamagrostis villosa var. pilosa (Celak.) Podp., Calamagrostis villosa var. subgeniculata Torges.